# Heonjong (Joseon)
Heonjong (koreanisch: 헌종) (* 8. September 1827 in Joseon; † 25. Juli 1849 ebenda) war während seiner Regierungszeit von 1834 bis 1849 der 24. König der Joseon-Dynastie (조선 왕조) (1392–1910) in Korea.

## Leben
König Heonjong, der mit seiner Geburt den Namen Yi Hwan (이환) erhielt, wurde schon im Alter von sieben Jahren zum König ernannt, nachdem sein Vater Kronprinz Hyomyeong (효명), bevor er selbst König werden konnte, im Alter von 21 Jahren verstarb und nach dem Tode von König Sunjo (순조) die Thronfolge antreten musste. Heonjong war damit der jüngste König, den die Joseon-Dynastie je gesehen hatten.
Im Alter von nur 14 Jahren wurde er mit der 10-jährigen Hyohyeon verheiratet, die allerdings zwei Jahre später verstarb und Heonjong nach der Auswahl der Braut durch seine Mutter und einflussreichen Leuten am Hofe mit der 14-jährigen Hyojeong (효영), als seine zweite Frau und Königin vermählt wurde. Von dieser Vermählung ist ein aus acht Tafeln bestehendes und auseinanderfaltbares Gemälde erhalten, das auf sechs Tafeln die Hochzeitszeremonie bildlich darstellt und auf den beiden äußeren Tafeln eine textliche Beschreibung vorgenommen wurde. Das aus dem Jahr 1844 stammende Werk wurde als nationales Kulturgut unter der Nummer 733 registriert und kann im Dong-A University Museum besichtigt werden.
Nachdem seine Frau ihm keinen Sohn gebären konnte, rief er seine Konkubine Kim Gyeong-bin (경빈) in den inneren Zirkel am Hofe und schuf für sie und sich einen Bereich im südöstlich Teil des Changdeokgung-Palastes (창덕궁), der als Nakseonjae (낙선재) bezeichnet wird.
Doch auch diese Beziehung, sowie die zu zwei weiteren Damen des Hofes blieben ohne Geburt eines Thronfolgers, was als Krise des Königreiches gewertet wurde. Durch das Ausbleiben eines Thronfolgers wurde König Heonjong schließlich gedrängt, einen Nachfolger aus einer königlichen Linie als seinen Sohn zu adoptieren, was er mit der Annahme von Deogwangun Wonbeom (덕완군 원범) dann auch tat und dieser nach König Heonjongs Tod im Jahr 1849 als König Cheoljong (철종) seine Nachfolge antrat.
König Heonjong starb am 25. Juli 1849 im Alter von 21 Jahren und wurde im Grabmal Gyeongneung (경릉) des königlichen Friedhofs Donggureung (동구릉) in der Stadt Guri (구리) der Provinz Gyeonggi-do (경기도) beerdigt.